# Wind and Wuthering
Albums de Genesis
A Trick of the Tail
(1976) Seconds Out
(1977)
Singles
1. Your Own Special Way
Sortie : février 1977

Wind and Wuthering est le huitième album studio de Genesis. Il sort le 27 décembre 1976 sur le label Charisma Records (Atco Records pour l'Amérique du Nord) et est produit conjointement par le groupe et David Hentschel. C'est le dernier album de Genesis avec le guitariste Steve Hackett.

## Historique
C'est le premier album du groupe à être enregistré hors de l'Angleterre : le groupe entre en effet dans les studios Relight à Hilvarenbeek aux Pays-Bas dès le mois de septembre 1976. L'enregistrement s'étale sur les mois de septembre et octobre et le mixage se déroule à Londres dans les studios Trident en novembre.
C'est le dernier album studio du groupe avec Steve Hackett. À la suite de cet album, ce dernier quitte le groupe pour lancer sa carrière solo. Après le départ de Hackett, le groupe se retrouve à trois, d'où le titre de l'album suivant : ...And Then There Were Three....
Dernier album studio de la période véritablement progressive de Genesis, on y retrouve l'inventivité musicale du précédent. De facture moins classique, et rappelant davantage la période Peter Gabriel, on remarque une grande richesse instrumentale, un équilibre mieux maîtrisé entre les instruments, malgré une domination nette des claviers, une dimension vocale plus lointaine et tout cela dans une atmosphère romanesque et romantique. Cet album est l'apogée de Tony Banks dans Genesis, ce qui explique la domination des claviers. La chanson One for The Vine qui dure 10 minutes est entièrement l'œuvre de Banks ainsi que All in a Mouse's night et Afterglow qui deviendra un incontournable des concerts.
Il se classe à la 7e place des charts britanniques, à la 26e place du Billboard 200 américain et à la 3e place en France. Il sera certifié disque d'or dans ces trois pays ainsi qu'au Canada. Le single Your Own Special Way se classe à la 43e place en Grande-Bretagne et à la 62e aux États-Unis. À remarquer également l'instrumental de Phil Collins Wot Gorilla, avec son rythme endiablé de Jazz-fusion, composé avec Tony Banks et la chanson de Steve Hackett, écrite et composée avec Phil Collins, Blood on the Rooftops avec sa longue introduction à la guitare classique que Steve Hackett considère comme étant une de ses meilleures compositions.
Trois titres écrits pour cet album mais n'y figurant pas sortiront en 1977 sur un Ep intitulé Spot the Pigeon, soit Match Of The Day, Pigeons et Inside and Out, ce seront les derniers à être publiés avec Steve Hackett à la guitare.

## Titres

### Face 1
| No | Titre                      | Auteur                                        | Durée |
| -- | -------------------------- | --------------------------------------------- | ----- |
| 1. | Eleventh Earl of Mar       | Tony Banks, Steve Hackett, Michael Rutherford | 7:44  |
| 2. | One for the Vine           | Banks                                         | 10:01 |
| 3. | Your Own Special Way       | Rutherford                                    | 6:19  |
| 4. | Wot Gorilla (instrumental) | Banks, Phil Collins                           | 3:20  |

### Face 2
| No | Titre                                               | Auteur                              | Durée |
| -- | --------------------------------------------------- | ----------------------------------- | ----- |
| 5. | All in a Mouse's Night                              | Banks                               | 6:37  |
| 6. | Blood on the Rooftops                               | Collins, Hackett                    | 5:27  |
| 7. | Unquiet Slumbers for the Sleepers... (instrumental) | Hackett, Rutherford                 | 2:23  |
| 8. | ...In That Quiet Earth (instrumental)               | Banks, Collins, Hackett, Rutherford | 4:50  |
| 9. | Afterglow                                           | Banks                               | 4:12  |

## Musiciens
- Phil Collins : batterie, percussions, chant,
- Steve Hackett : guitare électrique, guitare acoustique, guitare 12 cordes
- Michael Rutherford : basse, guitare 12 cordes, pédales basse Moog Taurus, chœurs.
- Tony Banks : claviers, guitare 12 cordes, chœurs

## Charts et certifications
| Pays             | Durée du classement | Meilleur classement |
| ---------------- | ------------------- | ------------------- |
| Allemagne        | 6 semaines          | 19e                 |
| Canada           | 17 semaines         | 31e                 |
| États-Unis       | 21 semaines         | 26e                 |
| France           | 20 semaines         | 3e                  |
| Norvège          | 6 semaines          | 12e                 |
| Nouvelle-Zélande | 6 semaines          | 18e                 |
| Pays-Bas         | 3 semaines          | 15e                 |
| Royaume-Uni      | 22 semaines         | 7e                  |
| Suède            | 6 semaines          | 21e                 |
| Suisse           | 7 semaines          | 7e                  |

| Pays        | Certification | Ventes    | Date       |
| ----------- | ------------- | --------- | ---------- |
| Canada      | Or            | 50 000 +  | 01/04/1977 |
| États-Unis  | Or            | 500 000 + | 20/04/1990 |
| France      | Or            | 100 000 + | 1977       |
| Royaume-Uni | Or            | 100 000 + | 16/02/1977 |

Charts singles
| Année | Single               | Chart            | Durée du classement | Position |
| ----- | -------------------- | ---------------- | ------------------- | -------- |
| 1977  | Your Own Special Way | RPM Top Singles  | 3 semaines          | 83e      |
| 1977  | Your Own Special Way | Hot 100          | 5 semaines          | 62e      |
| 1977  | Your Own Special Way | UK Singles Chart | 3 semaines          | 43e      |